# Narsampet
Narsampet är en ort i Indien.   Den ligger i distriktet Warangal och delstaten Telangana, i den centrala delen av landet, 1 200 km söder om huvudstaden New Delhi. Narsampet ligger 245 meter över havet och antalet invånare är 62 125.
Terrängen runt Narsampet är platt, och sluttar söderut. Runt Narsampet är det ganska tätbefolkat, med 239 invånare per kvadratkilometer. Det finns inga andra samhällen i närheten. Trakten runt Narsampet består till största delen av jordbruksmark.